# Apollo/Domain
Apollo/Domain — серия рабочих станций, разработанных и произведённых компанией Apollo Computer примерно с 1980 по 1989 годы. Компьютеры были построены на семействе микропроцессоров Motorola 68k, за исключением модели DN10000, которая имела от 1 до 4 RISC-процессоров под названием PRISM (англ.), разработанных Apollo.

## Операционная система
Операционной системой была собственная разработка Apollo под названием Aegis, позже переименованная в Domain/OS. Domain/OS предлагала такие передовые в то время возможности, как типизированный ввод-вывод, прозрачность сети, графический интерфейс пользователя и совместимость с BSD, System V и POSIX.

## Аппаратное обеспечение
Рабочие станции Apollo были похожи на современные ПК с системным блоком, клавиатурой, мышью и монитором.
Хотя некоторые модели теоретически и были ориентированы на использование в качестве настольного компьютера, но на практике они были настолько громоздки, что совсем не привлекали к сидению за ними. Каждая система Apollo (даже автономная) имела хотя бы 1 сетевой интерфейс. Пользователь мог выбрать между 4 Мбит/с IBM Token ring, 10 Мбит/с Ethernet или 12 Мбит/с Apollo Token Ring (ATR). ATR в большинстве случаев был лучшим выбором, так как он был очень масштабируемым, и так как Ethernet в то время страдал от серьёзных потерь производительности при подключении к сети большого количества машин, в то время как ATR с лёгкостью работал в одной сети с сотнями машин. Единственным недостатком было то, что, в отличие от Ethernet, отказ одной машины, который мог легко случиться даже от неисправного коннектора, нарушал работу всей сети. По этой причине Apollo предоставляла дополнительную сетевую кабельную систему, которая, по меньшей мере позволяла отключать машины от сети и без проблем работать дальше.

## Сетевые возможности
Сетевая ориентация системы, совместно с функциональностью ATR, делала лёгкой и осуществимой загрузку и работу бездисковых машин используя ОС других машин. В принципе с одной машины могло быть загружено настолько много машин насколько выдержала бы основная полноценная, но на практике 4 бездисковые машины на одну основную было пределом. Любое специализированное ПО, которое было установлено на машине, могло быть загружено машиной любого типа, единственным исключением было то, что DN10000 не могла быть загружена с систем на основе 68k.
Некоторые системы могли быть лишены графических карт и использоваться в качестве серверов. В таком случае клавиатура и мышь автоматически игнорировались и система управлялась либо по сети, либо через прямое терминальное подключение через последовательный порт. Такие системы обозначались «DSP» вместо «DN».

## Модели
Флагманом продукции Apollo в середине 1980-х была серия DN3000/DN4000, позже модернизированная до DN3500/DN4500. DN3500 по производительности была приблизительно равна DN4000. Эти машины визуально были очень похожи, для системных блоков использовались серые корпуса типичные для тогдашних ПК. Внутри они использовали многие компоненты ПК, включая слоты расширения PC/AT и совместимые с ПК дисковые накопители. В принципе пользователь мог установить стандартную карту расширения для AT, но так как это требовало написания драйвера устройства, то на практике такое делалось очень редко. Тем не менее размер и конструкция корпуса делали установку и удаление компонентов очень простым. Типовая система имела от 2 до 32 Мб памяти, жёсткий диск объёмом 76, 150 или 330 Мб (очень редко 660 Мб), и 32-битный процессор 68020 или 68030, работающий на частотах от 12 до 33 МГц, в зависимости от модели. В отсек половинной высоты (1,625 дюйма) устанавливался либо 5,25-дюймовый флоппи-дисковод, либо накопитель на магнитной ленте с QIC-картриджем, ёмкостью 30, 45 или 60 Мб, в зависимости от картриджа. Для работы с принтером, в системе был предназначен стандартный последовательный порт, а при необходимости можно было купить карту расширения с последовательным и параллельным портами.

## Совместимость
Совместимость с ПК была возможна либо через программный эмулятор, используя дополнительный программный продукт DPCE, либо путём подключения карты расширения с процессором Intel 80286. Сторонние производители также предлагали карты расширения с процессором Intel 80386.

## Применение
Хотя системы Apollo были легки в использовании и управлении, они были мало рентабельны, потому что разработка ПО для проприетарных ОС дороже, чем для Unix. Процессор 68k был медленнее, чем новые RISC микросхемы от Sun и HP. Apollo попыталась исправить обе эти проблемы выпустив серию DN10000 на основе RISC процессоров и совместимой с Unix операционной системой Domain/OS. Тем не менее, DN10000 несмотря на скорость работы, стоила слишком дорого и стабильная версия Domain/OS появилась слишком поздно чтобы что-то изменить. Увеличившееся быстродействие ПК и падение цен на них стали причиной быстрого устаревания таких передовых систем, как рабочие станции Apollo.

## Приобретение
В 1989 году компания Apollo была куплена компанией Hewlett-Packard. Позднее они выпустили серию рабочих станций DN2500, дешёвую альтернативу сериям DN3x00 и DN4x00, которую продолжили линией 400 в серии HP 9000, которая могла работать как под управлением Domain/OS, так и под HP-UX, разновидностью Unix от HP. В этом случае операционная система выбиралась при покупке, потому что для работы HP-UX и Domain/OS требовали разные клавиатуры и мышки.